# Niculăiță Minciună

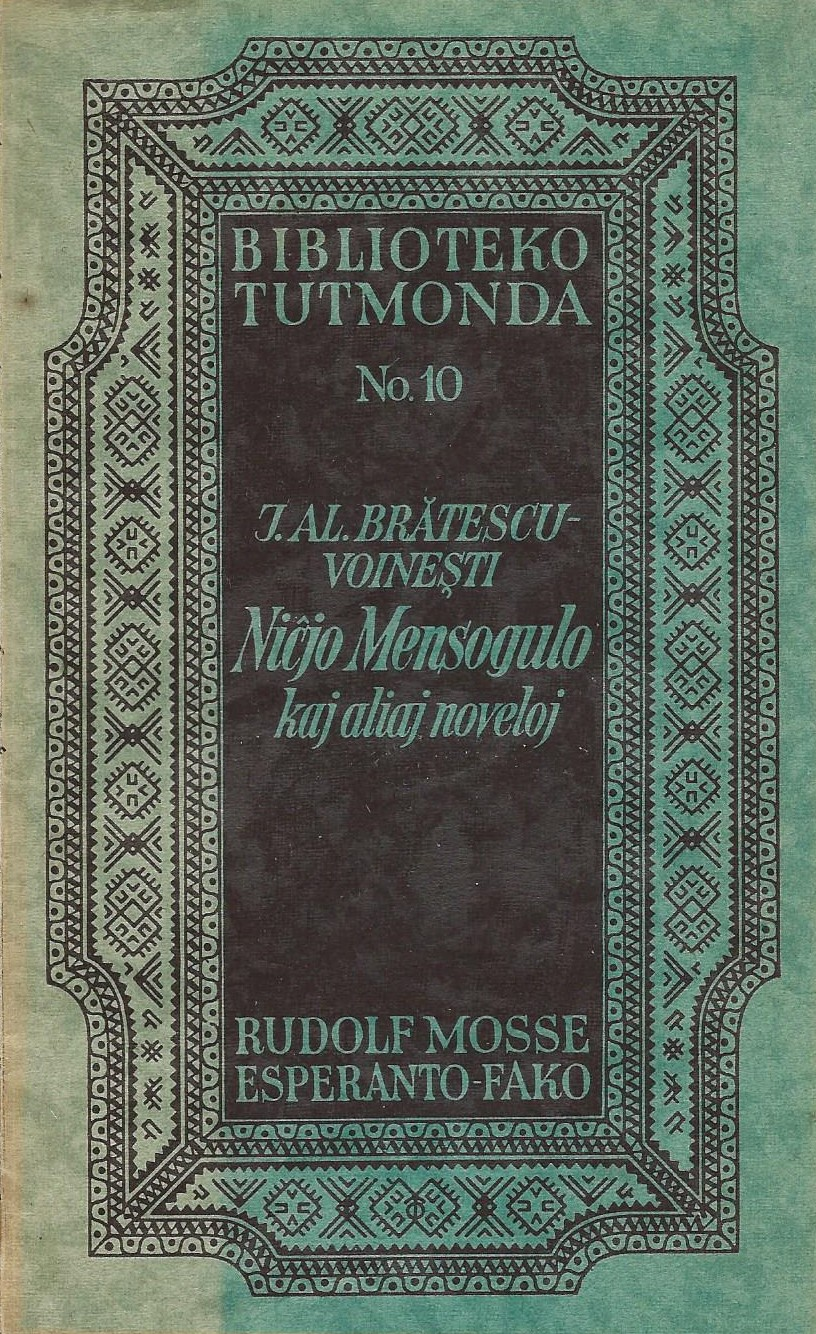

Niculăiță Minciună este o nuvelă scrisă de Ioan Alexandru Brătescu-Voinești în anul 1922. 

## Traduceri
Cartea a fost tradusă în esperanto de Tiberiu Morariu în 1927. Traducerea a fost publicată la Berlin în seria Biblioteko Tutmonda.